# Дженепо, Мусса
Мусса́ Дженепо́ (фр. Moussa Djenepo; родился 15 июня 1998) — малиийский футболист, полузащитник бельгийского клуба «Стандард» и национальной сборной Мали. Выступает на правах аренды за клуб «Антальяспор».

## Клубная карьера
Дженепо стал игроком льежского «Стандарда» 31 января 2017 года, перейдя в клуб на правах аренды из малийского «Йелен Олимпик» с правом последующего выкупа. 30 мая 2017 года «Стандард» активировал опцию выкупа его контракта, после чего Мусса стал полноценным игроком бельгийского клуба.
Профессиональный дебют Дженепо в составе «Стандарда» состоялся 27 августа 2017 года в матче чемпионата Бельгии против «Брюгге». Мусса вышел на замену Полю-Жозе Мпоку на 90-й минуте матча. 17 марта 2018 года Дженепо вышел на замену в овертайме финального матча Кубка Бельгии, в котором «Стандард» обыграл «Генк»
Летом 2019 года заключил четырёхлетний контракт с английским клубом «Саутгемптон».

## Карьера в сборной
В составе сборной Мали до 20 лет принял участие в Кубке африканских наций для игроков до 20 лет.
В октябре 2017 года получил вызов в первую сборную Мали. Дебютировал в её составе 6 октября 2017 года в игре отборочного турнира к чемпионату мира против сборной Кот-д’Ивуара.